# The Art of War (албум)
 (срп. Умеће ратовања) је пети албум шведског пауер метал бенда Сабатон. 
Стихови углавном говоре о биткама вођеним током Другог светског рата. Наводе се и цитати из књиге Сун Цуа „Умеће ратовања“.

## Листа песама
1. „“ – Увод у албум, наводи речи Сун Цуа. – 0:24
2. „“ – О Ромеловој тенковској дивизији током инвазије на Француску. – 3:51
3. „“ – О побеђивању непријатеља без борбе, према трећем поглављу „Умећа ратовања“. – 5:09
4. „40:1“ – О Бици за Визну, током инвазије на Пољску. – 4:11
5. „“ – О петом поглављу „Умећа ратовања“. – 5:58
6. „“ – Инструментални увод с коментаром из шестог поглавља. – 1:19
7. „“ – О Галипољској операцији у Првом светском рату. – 5:52
8. „Talvisota“ – О Зимском рату у Финској током Другог светског рата. – 3:32
9. „“ – О Бици код Курска. – 5:16
10. „“ – О Бици за Монте Касино. – 4:05
11. „“ – О Бици код Пашендала и рововском ратовању у Првом светском рату. – 5:56
12. „“ – Стратешко бомбардовање. Песма одговара поглављу „Умећа ратовања“ „Напад ватром“. – 3:26
13. „“ – Кратак извод албума – 0:38

Додатне песме на реиздатом издању из 2010:
1. „“ - О Викинзима - 4:13
2. „“ - О Бици за Варшаву из 1920. - 3:19
3. „“ - претпродукцијски снимак - 4:48
4. „“ - 2:34

## Састав
- Јоаким Броден - вокал
- Рикард Сунден - гитара
- Оскар Монтелијус - гитара
- Пер Сундстром - бас гитара
- Данијел Мулбак - бубњеви, перкусије
- Данијел Мир - клавијатуре

## Занимљивост
Песма „40:1“ је постала веома популарна у Пољској и Сабатон је 2008. позван да је изведе на прослави Дана независности у Гдањску. 